# 1246
Năm 1246 là một năm trong lịch Julius.